# Campoplex discrepans
Campoplex discrepans är en stekelart som först beskrevs av Pfankuch 1914.  Campoplex discrepans ingår i släktet Campoplex och familjen brokparasitsteklar. Inga underarter finns listade.